# Fonología del kurdo

Distribución geográfica de las lenguas/variedades kurdas
Kurmanji (kurdo septentrional)
Sorani (kurdo central)
Zaza (zazaki)
kurdo medional (Xwarîn) y gorani
Áreas dialectales de transición

La fonología del kurdo es el análisis fonológico del sistema de sonidos del continuo dialectal del kurdo. Este artículo incluye un análisis de la fonología de teres variantes de kurdo con sus respectivas descripciones estándar. Las características fonológicas incluyen la distinción entre oclusivas aspiradas y no-aspiradas, así como un inventario de fonemas más amplio.

## Consonantes
El inventario de consonantes viene dada por:
|             |               | Labial | Dental/ Alveolar | Dental/ Alveolar | Palatal | Palatal | Velar  | Velar   | Uvular | Uvular | Faríngea | Glotal |
| simple      | velar.        | Labial | simple           | labial.          | simple  | labial. | simple | labial. |        |        | Faríngea | Glotal |
| ----------- | ------------- | ------ | ---------------- | ---------------- | ------- | ------- | ------ | ------- | ------ | ------ | -------- | ------ |
| Nasal       | Nasal         | m      | n                |                  |         |         | ŋ      |         |        |        |          |        |
| Oclusiva    | sorda asp.    | pʰ     | tʰ               |                  | t͡ʃʰ     |         | kʰ     |         |        |        |          |        |
| Oclusiva    | sorda no-asp. | p      | t                |                  | t͡ʃ      |         | k      | kʷ      | q      | qʷ     |          | ʔ      |
| Oclusiva    | sonora        | b      | d                |                  | d͡ʒ      |         | ɡ      | ɡʷ      |        |        |          |        |
| Fricativa   | sorda         | f      | s                | sˠ               | ʃ       |         | x      | xʷ      |        |        | ħ        | h      |
| Fricativa   | sonora        | v      | z                | zˠ               | ʒ       |         | ɣ      | ɣʷ      |        |        | ʕ        |        |
| Aproximante | Aproximante   |        | l                | ɫ                | j       | ɥ       |        | w       |        |        |          |        |
| Vibrante    | Vibrante      |        | ɾ                |                  | r       |         |        |         |        |        |          |        |

- /n, t, d/ son laminares-dentoalveolares [n̪, t̪, d̪]}}, mientras que /s, z/ son alveolares o laminales dentalizadas [ s̪, z̪],[6] se pronuncia con la lámina de la lengua muy cerca de la parte posterior de los dientes frontales superiores, con la punta apoyada detrás de los dientes frontales inferiores.
- Las variedades de kurdo contrastan las lenguas alveolares simples /l/ y velarizadas postalveolar[7] /ɫ/ aproximantes laterales. A diferencia del inglés, los sonidos son fonemas separados en lugar de alófonos.[8]
- La /d/ postvocálica es lenitación a una aproximante ð̞. Esta es una característica regional que también ocurre en otras lenguas iraníes y que Windfuhr llama "Zagros d". [9]
- El kurdo tiene dos sonidos róticos o vibrantes: la vibrante simple (/ɾ/) y la vibrante multiple (/r/). Mientras que el primero es alveolar, el segundo tiene una articulación alveopalatal. [10]

Kurmanji
- Distingue entre oclusivas sordas aspiradas y no aspiradas, que se pueden aspirar en todas las posiciones. Así, /p/ contrasta con /pʰ/, /t/ con /tʰ/, /k/ con /kʰ/, y la africada /t͡ʃ/ con /t͡ʃʰ/. 
- Aunque ɥ se considera un alófono de /w/, algunos fonólogos argumentan que debería considerarse un fonema. 

Sorani
- De acuerdo con Hamid (2015), /x, xw, ɣ, ɣw/ son uvulares [ χ, χw, ʁ, ʁw]. 
- Distingue entre la /s/ y /z/ y la /sɣ/ y /zɣ/.  Estas contrapartes velarizadas son menos enfáticas que la consonante enfática semítica.

Xwarîn
- ɲ es un alófono de /n/, que aparece en las aproximadamente 11 a 19 palabras que tienen el grupo consonántico ⟨nz⟩. La palabra " yanze" se pronuncia como [ jɑːɲzɣɛ]. 

### Labialización
- Las lenguas kurdas tienen contrapartes labializadas de las oclusivas velares, la fricativa velar sorda y la oclusiva uvular. Así, /k/ contrasta con /kw/, /ɡ/ con /ɡw/, /x/ con /xw/, y /q/ con /qw/. [17] Estas contrapartes labializadas no tienen letras distintas o dígrafo. Ejemplos de ello son la palabra " xulam" ('sirviente') que se pronuncia como [ xwɪˈlɑːm], y qoç ('cuerno') se pronuncia como [ qwɨnd͡ʒ]. [18]
- Después de /ɫ/, /t/ se palataliza a [ tj]. Un ejemplo es la palabra sorani " galte" ('broma'), que se pronuncia como [ gɑːɫˈtjæ]. [8]
- /k/ y /ɡ/ se palatalizan antes de las vocales cerradas. [8]
- Cuando preceden a /n/, /s, z/ se palatalizan a /ʒ/. En el mismo entorno, /ʃ/ también se convierte en /ʒ/.[19]

### Faringealización
- En algunos casos, /p, t, k, s, z/ son faríngeas a [ pʕ, tʕ, kʕ, sʕ, zʕ]. Por ejemplo, la palabra " sed/ṣed" se pronuncia como [ˈsʕɛd] [8][4][20]
- Además, mientras que [ fʕ] y [ɡʕ] son exclusivos de Sorani,[5] Kurmanji tiene [ t͡ʃʕ]. [21]

### Consonantes en préstamos
- /ɣ/ es un fonema que está presente casi exclusivamente en palabras de origen árabe. A menudo se reemplaza por /x/ en kurdo coloquial. De ahí la palabra " xerîb/ẍerîb" ('extraño', /ɣɛˈriːb/) puede ocurrir como [ xɛˈriːb] o [ ɣɛˈriːb]. [22]
- /ʕ/ aparece principalmente en palabras de origen árabe, sobre todo en posición inicial de palabra. [23]
- /ʔ/ está presente principalmente en los préstamos árabes y afecta a la pronunciación de las vocales adyacentes. El uso de la oclusiva glotal en el kurdo cotidiano puede verse como un esfuerzo por resaltar su origen árabe. [24]

## Ortografía unificada (con alfabeto latino)
La ortografía el alfabeto kurdo unificado incluye las siguientes correspondencias aproximadas.
| Consonante | AFI | Coincidencia aproximada       |
| A, a       | a   | español a [a]                 |
| B, b       | b   | español b [b] cómo Bueno      |
| C, c       | d͡ʒ  | inglés j [d͡ʒ] cómo Justice    |
| Ç, ç       | ʧ   | español ch [ʧ]                |
| D, d       | d   | español d [d]                 |
| E, e       | e   | español e [e]                 |
| Ê, ê       | eː  | francés é [eː] cómo vérité    |
| F, f       | f   | español f                     |
| G, g       | g   | español g [g] cómo Gracias    |
| H, h       | h   | inglés h [h] cómo Hello       |
| I, i       | ɯ   | turco ı [ɯ] cómo ılık (ɯˈɫɯk) |
| Î, î       | i   | español i [i]                 |
| J, j       | ʒ   | francés j [ʒ]                 |
| K, k       | k   | español k [kʰ]                |
| L, l       | l   | español l [l]                 |
| M, m       | m   | español m [m]                 |
| N, n       | n   | español n [n]                 |
| O, o       | o   | español o [o]                 |
| P, p       | p   | español p [pʰ]                |
| Q, q       | q   | No hay equivalente español    |
| R, r       | ɾ   | español r [ɾ]                 |
| S, s       | s   | español s [s]                 |
| Ş, ş       | ʃ   | inglés sh [ʃ] cómo Shine      |
| T, t       | t̪   | aspirado dental español t [t] |
| U, u       | u   | español u [u]                 |
| Û, û       | uː  | de largo u                    |
| V, v       | v   | inglés v cómo very            |
| W, w       | w   | inglés w cómo Why             |
| X, x       | x   | español j [j] cómo Mensaje    |
| Y, y       | j   | español y cómo Yo o Ayer      |
| Z, z       | z   | inglés z cómo Zero            |